# Eje de la Resistencia
El Eje de la Resistencia (también denominado Eje de la Resistencia Antiimperialista) es un tratado de seguridad antiisraelí entre Irán y el grupo chií libanés Hezbolá, que se enfrentó a Israel en 2006, con respaldo de Irán y la Siria baazista. La alianza también incluye algunos grupos guerrilleros palestinos.Venezuela a pesar de no ser un país musulmán, forma parte del Eje de la Resistencia en contra de Israel y Estados Unidos.
Desde su fundación hasta finales de 2024, Siria, cuando era gobernada de forma personalísima por el Partido Baaz Árabe Socialista de Bashar al-Ásad formó parte del eje, hasta su derrocamiento por fuerzas islamistas sunitas y el Ejército Libre Sirio que se oponían a la presencia de tropas iraníes o paramilitares chiitas en suelo sirio.

## Historia
El término fue utilizado por el periódico Al-Zahf Al-Akhdar de Libia en respuesta a la afirmación del presidente estadounidense George W. Bush de que Irán, Irak y Corea del Norte formaban un "eje del mal". En un artículo titulado "Eje del Mal o Eje de la Resistencia", el diario escribía en 2002 que "el único denominador común entre Irán, Irak y Corea del Norte es su resistencia a la hegemonía estadounidense". El periódico iraní Jomhuri-ye Eslami adoptó el término en referencia a la insurgencia chií en Irak, escribiendo en 2004 que "si la línea de los chiíes de Irak necesita ser conectada, unificada y consolidada, esta unidad debe llevarse a cabo en el Eje de la Resistencia y la lucha contra los ocupantes".
En 2006 el ministro del Interior palestino, Said Saim, usó el término durante una entrevista en el canal de televisión Al-Alam para referirse a las metas políticas comunes entre los árabes en oposición a las de Israel y EE. UU. Haciendo hincapié en el gran número de refugiados palestinos en Siria, Saim afirmó que "Siria es también un país árabe islámico y está también en la mira de los americanos y los sionistas. Por ello, vemos en Siria, Irán, Hezbolá y Hamás un Eje de la Resistencia frente a esas presiones."
El término "Eje de la Resistencia" fue utilizado por primera vez en agosto de 2010. Después de dos años, Ali Akbar Velayati, consejero superior para asuntos exteriores del líder supremo de Irán, utilizó el término y dijo:

La cadena de resistencia contra Israel que forman Irán, Siria, Hezbolá, el nuevo Gobierno iraquí y Hamás pasa a través de la autopista siria... Siria es el anillo dorado de la cadena de resistencia contra Israel.

El "Eje de la Resistencia" fue confirmado de nuevo en agosto de 2012 durante un encuentro entre el presidente sirio Bashar al-Assad y el secretario del Consejo Supremo de Seguridad Nacional de Irán, Saeed Jalili, respecto a la guerra civil siria. Dijo:

Lo que está ocurriendo en Siria no es un asunto interno, sino un conflicto entre el Eje de la Resistencia y sus enemigos en la región y en el mundo. Irán no tolerará, de ninguna manera, la ruptura del Eje de la Resistencia, del cual Siria es parte intrínseca.

La agencia de noticias estatal siria "SANA" afirmó que los dos gobiernos discutieron su "relación de cooperación estratégica" y "los intentos por parte de algunos países occidentales y sus aliados por golpear al Eje de la Resistencia poniendo a Siria en el punto de mira y apoyando al terrorismo que actúa en dicho país".
La alianza ha sido descrita como el "Eje del Terror" por parte del primer ministro israelí Benjamin Netanyahu, el embajador israelí en EE. UU. Danny Ayalon, y el embajador israelí ante la ONU Danny Gillerman.

## Trasfondo
En un primer momento, la alianza consistía del Gobierno de Siria y la organización político-militar libanesa Hezbolá. Años más tarde, Irán e Irak pasaron a formar parte de la alianza. Tras el despliegue de fuerzas de Rusia en Siria, se han podido ver carteles propagandísticos mostrando imágenes de Nasrallah, Assad, Jamenei y el presidente ruso Vladímir Putin junto a la frase (escrita en árabe) «Hombres que solamente se arrodillan ante Dios». El cartel sugiere otro «Eje de la Resistencia» emergente.

## Análisis
El Eje de la Resistencia ha "reformulado el balance estratégico en Oriente Medio" y de acuerdo a Marisa Sullivan, cuenta con dos pilares principales, objetivos regionales compartidos y apoyos compartidos. La minoría gobernante actualmente en Siria está principalmente compuesta por alauitas, que son una secta del Islam chií (religión mayoritaria en Irán). Su trasfondo compartido los convierte en aliados estratégicos en diversos asuntos incluyendo la Defensa. El movimiento islamista suní palestino Hamás también ha sido considerado en ocasiones como parte de este eje debido a su oposición a Israel y EE. UU. Sin embargo, desde marzo de 2012, el grupo ha retirado sus cuarteles generales de Damasco y ha expresado su apoyo a la oposición siria anti-Assad, vinculándoseles con la línea promovida por la Hermandad Musulmana.

### Irán-Siria
De acuerdo con Jubin Goodarzi, profesor asistente e investigador de la Universidad Webster de EE. UU., en 1979 se formó una alianza sirio-iraní de gran importancia para el surgimiento y la continuidad del Eje de la Resistencia. Ambos países cuentan con localizaciones clave en Oriente Medio, y han estado afectando a la política regional durante las últimas tres décadas. Asimismo, la alianza está considerada como una de gran fuerza, manteniéndose durante 34 años "a pesar de los numerosos desafíos a los que se ha enfrentado".

### El Eje de la Resistencia contra Israel
El Eje afirma estar contra Israel para cosechar apoyo popular a través del mundo islámico, de acuerdo a los textos de Tallha Abdulrazaq para Middle East Monitor, y sufrió un importante revés tras el ataque aéreo israelí de Mazraat en 2015. Tres días antes del ataque aéreo contra el convoy de Hezbolá, el líder de dicha organización Hassan Nasrallah dijo: "Consideramos cualquier ataque contra Siria como un ataque contra todo el Eje de la Resistencia, no solamente contra Siria."

### El Eje de la Resistencia contra el ISIS
Hezbolá rechaza la idea de que Líbano ayude en la intervención estadounidense en Irak argumentando que ello ayudaría a consolidar la dominación de EE. UU. en la región, «sustituyendo el terrorismo por la ocupación flagrante de Estados Unidos».